# والتر فرانكلين برنس
والتر فرانكلين برنس (بالإنجليزية: Walter Franklin Prince)‏ هو قسيس أمريكي، ولد في 22 أبريل 1863 في ديترويت في الولايات المتحدة، وتوفي في 7 أغسطس 1934.